# Костромской уезд
Костромской уезд — административно-территориальная единица в составе Костромского наместничества и Костромской губернии, существовавшая в 1727—1929 годах. Центр — город Кострома.

## География
Уезд располагался на западе Костромской губернии. Площадь уезда составляла в 1897 году 4 255,5верст² (4 843 км²), в 1895 году - 4269,9 верст² (в том числе 3361,3 верст² к северо-востоку от Волги и 908,6 верст² к юго-западу от неё),  в 1926 году - 4 770 км².
Через уезд протекали реки Волга, Кострома, Андоба, Меза, Соть, Покша и Солоница. Волга, протекая с запада на восток, делила уезд на две неравные части. На правом (юго-западном) берегу располагалась меньшая часть уезда. С Ярославской губернией его разделяла река Солоница. В центре этой части напоминавшей плато располагалось болото Черное. На левом (северо-восточном) берегу Волги располагалась большая часть уезда.
Кострома, впадая в Волгу разделяла эту северо-восточную часть уезда ещё на две — на восточную возвышенную и западную луговую. В восточной части находились хвойные леса.
Из внутренних водоёмов в Костромском уезде Энциклопедический словарь Брокгауза и Ефрона выделял болото Чёрное (10 верст в длину и 2 в ширину), озёра Березовое (4 верст в длину), Великое (2,5 версты) и Святое (3 версты).  

## История
Костромской уезд известен с допетровских времён. В 1708 году уезд был упразднён, а город Кострома отнесён к Московской губернии. В 1719 году при разделении губерний на провинции Кострома становится центром Костромской провинции Московской губернии. В 1727 году Костромской уезд в составе Костромской провинции Московской губернии был восстановлен. 
В 1778 году уезд был отнесён к Костромскому наместничеству, которое в 1796 году преобразовано в Костромскую губернию.
14 января 1929 года Костромская губерния и все её уезды были упразднены, большая часть Костромского уезда вошла в состав Костромского района Костромского округа Ивановской Промышленной области.

## Административное деление
В 1890 году в состав уезда входило 21 волостей
| № п/п | Волость        | Волостное правление | Число селений | Население |
| ----- | -------------- | ------------------- | ------------- | --------- |
| 1     | Андреевская    | с. Андреевское      | 104           | 10697     |
| 2     | Апраксинская   | с. Апраксино        | 97            | 6636      |
| 3     | Башутинская    | д. Башутино         | 34            | 2886      |
| 4     | Богословская   | сл. Богословская    | 78            | 4446      |
| 5     | Бычихинская    | д. Бычиха           | 98            | 6393      |
| 6     | Белореченская  | д. Белая Река       | 96            | 4768      |
| 7     | Гридинская     | д. Гридино          | 98            | 7763      |
| 8     | Завражская     | д. Завражье         | 77            | 5267      |
| 9     | Ильинская      | с. Ильинское        | 51            | 5588      |
| 10    | Каримовская    | д. Каримово         | 41            | 2179      |
| 11    | Климовская     | д. Климовское       | 28            | 4597      |
| 12    | Коряковская    | д. Коряково         | 44            | 6835      |
| 13    | Красносельская | с. Красное          | 33            | 5947      |
| 14    | Левашевская    | с. Левашово         | 48            | 10052     |
| 15    | Мисковская     | с. Мисково          | 14            | 5310      |
| 16    | Пушкинская     | с. Пушкино          | 58            | 2806      |
| 17    | Семеновская    | д. Захарово         | 102           | 8175      |
| 18    | Челпановская   | д. Челпаново        | 43            | 4749      |
| 19    | Чернозавадская | с. Чёрная Заводь    | 4             | 1249      |
| 20    | Шишкинская     | с. Шишкино          | 96            | 4956      |
| 21    | Шунгенская     | с. Шунга            | 43            | 9224      |

В 1913 году в уезде был 1 заштатный город Судиславль и 21 волость.
В 1926 году в уезде было 13 волостей: 
- Андреевская,
- Башутинская,
- Белореченская,
- Судиславская,
- Бычихинская,
- Гридинская,
- Ильинская,
- Коряковская,
- Красносельская,
- Левашевская,
- Мисковская,
- Шишкинская,
- Шунгенская.

### Крупные населенные пункты
- Кострома — уездный и губернский центр. На рубеже XIX—XX веков численность населения — 41 тысяча. 3000 зданий, из них 353 каменных. Вокзал Московско-Ярославской-Архангельско[6].
- Судиславль — заштатный город. На рубеже XIX—XX веков численность населения — 1,3 тысячи человек[6]
- посад 1,
- 91 сёла и слободы (самое большое село Красное, где проживало более 1,5 тысяч жителей)[2].

## Население
По данным переписи 1897 года в уезде проживало 181 053 чел. В том числе русские — 98,8 %. В Костроме проживало 41 336 чел., в заштатном Судиславле — 1 362 чел.
В 1894 году число жителей (без городов Кострома и Судиславль) составило 132 417, из них 70 108 женщин.  Дворян — 395, духовенство — 962, почетных граждан и купцов — 461, мещан — 3480, крестьян — 123 763, лиц военного сословия — 3 140, прочих сословий — 216. Православных — 130 575, старообрядцев — 1 068, католиков — 45, протестантов — 88, евреев — 214, мусульман — 412, иных верований — 15.
По данным справочника «Вся Россия» (1902 год) в 1897 году в уезде проживало 184 311 человек, в том числе 86 272 мужчины и 98 039 женщин. К 1902 году составляло 195 тысяч.
По итогам всесоюзной переписи населения 1926 года население уезда составило 243 671  человек, из них городское — 80 399 человек.

## Экономика
В большей части Костромского уезда были супесчаные почвы малоблагоприятные для земледелия. В 1893 году вся пахотная земля составляла 97 057 десятин. В 1894 году было посеяно ржи 46 524 четверти, овса — 34 826 четвертей, ячменя — 8 186 четвертей, гречихи — 93 четверти, пшеницы — 556 четвертей. Также в уезде было развито льноводство. Огородничество, садоводство скотоводство были мало развиты. В 1894 году в Костроме и уезде было 27 422 лошади, 31 470 голов рогатого скота, 66 542 овцы, 3 488 свиней.
Малоблагоприятные для земледелия почвы привели к потому что в уезде развились отхожие промыслы и фабричная промышленность. На отхожих промыслах население работало каменщиками, кирпичниками, штукатурами, фабричными рабочими, прислугой, пастухами.
В уезде были фабрики и заводы: 
- известковый (в Костроме[6])
- 3 кожевенных (в Костроме[6], в городе Судиславле и деревне Бойдорок[8]),
- клееваренный[2],
- 15 кирпичных (2 в Костроме[6], 1 в деревне Коробово Челпановской волости, 4 в селе Малые Соли Климовской волости, 1 в селе Яковлевском, 1 в Богословской слободе Шунгенской волости, 1 в деревне Юрьевке Климовской волости, 1 в селе Никольском Климовской волости, 1 в селе Чёрная Заводь, 1 в деревне Артемьево, 1 в деревне Тирогово, 1 в селе Богородском Климовской волости[8]),
- колокольный (в Костроме[6])
- 2 котельных (в Костроме[6] и в Спасской слободе[8])
- 1 машиностроительный[2],
- медных изделий (производство самоваров в Костроме[6] ),
- 3 мыловаренных (в Татарской слободе, деревнях Никитинское и Черная Гридинской волости[9]),
- химический (у города Плёса[9]),
- 2 чугуно-медно-литейных (в Богословской слободе Шунгенской волости и Шунгенской волости[9]),
- 5 льно-прядильных, бумаго-прядильных и ткацких мануфактур (4 в Костроме, 1 у Костромы[8])
- токарный (в Костроме[6])
- дробо-литейныйй (пустошь Рутово Семенцевской волости[8])

Также были:
- винокуренный (в Костроме[6]),
- 13 крахмальных заводов (1 на пустоши Реутово, 1 в деревне Ульково, 2 в селе Саметь, 1 в деревне Палкино, 1 в селе Черная Заводь, 1 в селе Малое Яковлевское, 2 в деревне Большие Соли, 1 в деревне Новодашкове, 1 в селе Борщино, 1 в деревне Новографская, 1 в деревне Конюхово[9]),
- 3 лесопильных заводов (2 в селе Селище, 1 в селе Малое Ярославское[9])
- несколько маслобоен[10],
- 4 мельницы (3 в Костроме[6] и у деревни Ноземнова[9]),
- паточный завод[2]
- 2 пивоваренных завода (в Костроме[6])
- 2 сыроварни[2],
- табачно-махорочная (в Костроме[6])
- свечно-восковой[9]
- коннский завод (в селе Ильинском)[9]

Были развиты кустарные промыслы развиты. Бумаготкачество на границах с Кинешемским уездом, ткачество льняных изделий в Тунгенской, Апраксинской, Башутинской, Челпановской и Коряковской волостях; выработка светилен была сосредоточена в юго-восточном углу уезда. В селе Красном и его окрестностях было развито производство серебряных и ювелирных изделий. В болоте у села Богородское добывалась железная руда, из которой изготовляли топоры, ножи и земледельческие орудия.
Крупные ярмарки в Судиславле, селах Красном и Мисков. Главные базары в сёлах Красное, Буякова, Жарки, Шишкино, Татьянино.

## Образование
В 1868 году в уезде было 13 начальных училищ; в 1893 году 74 училища (из них 58 земских училищ. еще 3 школам земство давало пособие, 6 были в ведении дирекции, 7 находились в городах и посадах). Кроме них было 14 церковно-приходских школ и 14 школ грамотности. В 1892 году в них обучалось 4 535 человек. 

## Здравоохранение
К концу XIX века в уезде были больницы в Костроме (на 26 кроватей) и в Судиславле (на 25 кроватей). Кроме 2 врачей, заведующих больницами, в уезде работал 1 врач для поездок по уезду, 7 фельдшеров на пунктах, 8 повивальных бабок (они же и оспопрививательницы) и 1 оспопрививатель.

## Достопримечательности
В уезде было 144 церкви и несколько монастырей (Ипатьевский мужской l класса, Игрицкий мужской 2 класса, Николо-Бабаевский мужской). Есть курганы, но к концу XIX века археологически они были мало исследованы.